# Andrzej Kondratiuk

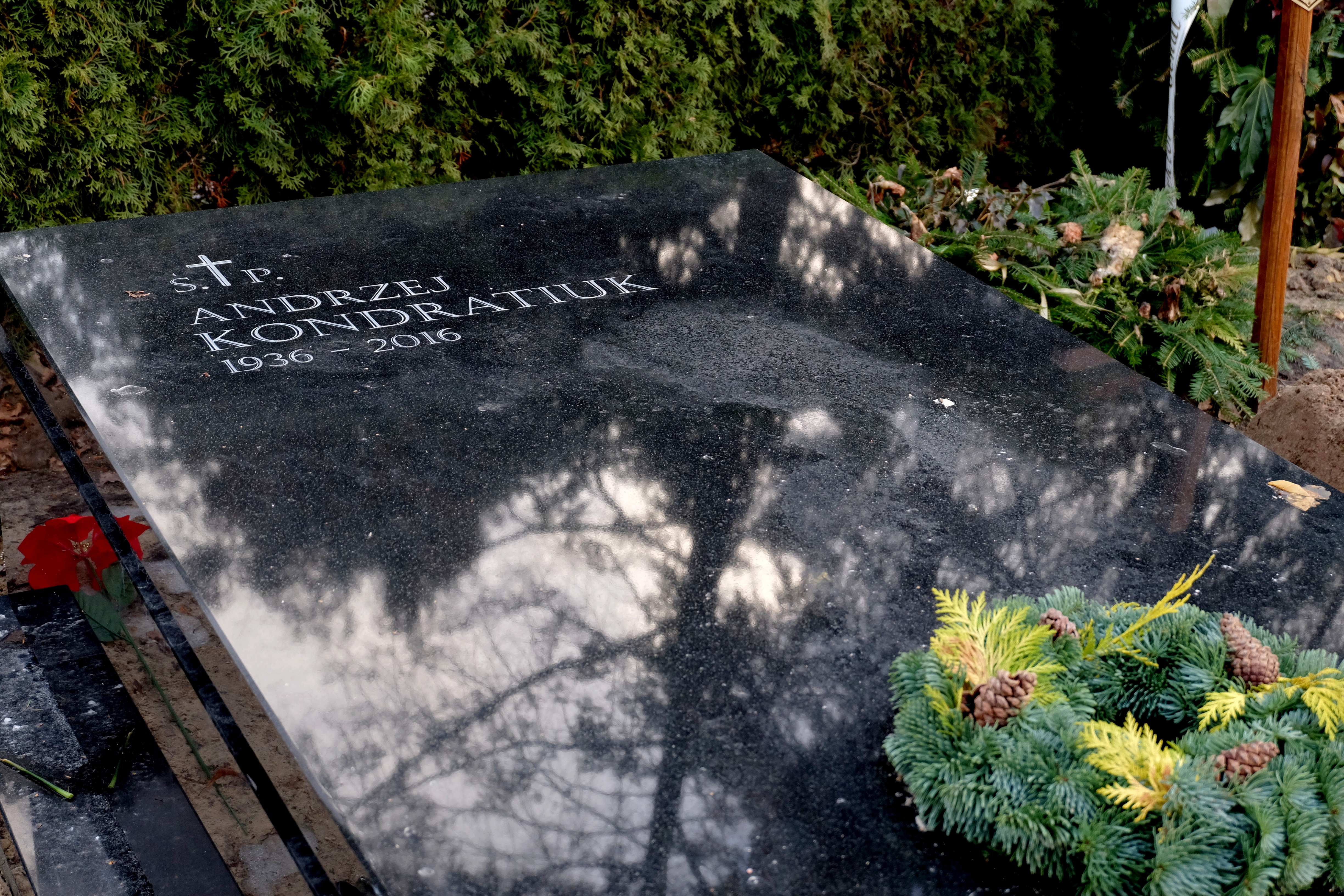
Das Grab Andrzej Kondratiuks auf dem Powązki-Militärfriedhof in Warschau

Andrzej Kondratiuk (* 20. Juli 1936 in Pińsk; † 22. Juni 2016 in Warschau) war ein polnischer Regisseur, Drehbuchautor und Kameramann. Kondratiuk war der Bruder des Regisseurs Janusz Kondratiuk, Mitglied des ZAiKS und Stowarzyszenie Filmowców Polskich.

## Leben und Werk
Andrzej Kondratiuk wurde als Kind nach der sowjetischen Besetzung Ostpolens samt seiner Familie nach Kasachstan deportiert. 1945 durfte die Familie Kasachstan verlassen, da aber ihre Heimatstadt, Pińsk, im nach dem Krieg von der Sowjetunion annektierten Ostpolen lag, wurde Łódź ihr neues Zuhause. 1955–60 und 1962–1963 studierte Kondratiuk an der dortigen Filmhochschule Bildgestaltung und Regie. Nach dem Studium drehte er anfangs kurze Dokumentar- und Trickfilme, später auch größere Produktionen. Für seine Produktionen erhielt er zahlreiche Preise und Ehrungen.
1958 spielte er in dem Kurzfilm Zwei Männer und ein Schrank von Regisseur Roman Polański eine kleine Rolle (den "Schrank"). 

## Filmografie
- 1958: Juvenalia w Łodzi, Regie
- 1958: Płyty, Kamera
- 1958: Zakochany Pinokio, Kamera
- 1958: Zakochany Pinokio, Regie
- 1959: Dedykacja, Drehbuch, Regie, Darsteller
- 1959: Noe, Drehbuch, Regie
- 1959: Obrazki z podróży, Drehbuch, Regie
- 1959: Słoń, Kamera
- 1960: Kronika młodych, Drehbuch, Kamera
- 1960: ZMS, Kamera
- 1962: Nad wielką wodą, Drehbuch, Regie
- 1962: Ssaki, Drehbuch
- 1963: Kobiela na plaży, Drehbuch, Regie
- 1963: Niezawodny sposób, Drehbuch, Regie
- 1965: Monolog trębacza, Drehbuch, Regie, Szenographie
- 1966: Chciałbym się ogolić, Drehbuch, Regie
- 1966: Kolorowe kłamstwa, Drehbuch, Regie, Szenographie
- 1966–1968: Klub profesora Tutki, Drehbuch, Regie
- 1967: Balon, Drehbuch, Regie
- 1967: Fluidy, Drehbuch, Regie
- 1970: Die schwarze Fontäne (Dziura w ziemi), Drehbuch, Regie
- 1970: Hydrozagadka, Drehbuch, Regie, Darsteller
- 1972: Skorpion, Jungfrau und Schütze  (Skorpion, panna i łucznik), Drehbuch, Regie
- 1973: Wniebowzięci, Drehbuch, Regie
- 1974: Jak to się robi, Drehbuch, Regie
- 1976: Czy jest tu panna na wydaniu?, Drehbuch
- 1979: Pełnia, Drehbuch, Regie
- 1982: Gwiezdny pył, Drehbuch, Regie, Kamera, Szenographie, Musik
- 1984: Cztery pory roku, Drehbuch, Regie, Kamera, Szenographie, Darsteller, Musik
- 1986: Big Bang, Drehbuch, Regie
- 1990: Mleczna droga, Drehbuch, Regie, Kamera, Szenographie
- 1991: Ene… due… like… fake, Drehbuch, Regie, Kamera, Szenographie, Darsteller
- 1993: Wesoła noc smutnego biznesmena, Drehbuch, Regie
- 1995: Wrzeciono czasu, Drehbuch, Regie, Kamera, Szenographie, Darsteller
- 1996: Złote runo, Drehbuch
- 1997: Słoneczny zegar, Drehbuch, Regie, Kamera, Szenographie, Darsteller
- 2000: Pamiętnik filmowy Igi C., Regie, Kamera, Szenographie, Darsteller
- 2001: Córa Marnotrawna, Drehbuch, Regie, Kamera, Szenographie, Darsteller
- 2005: Bar pod młynkiem, Drehbuch, Regie, Kamera, Szenographie, Darsteller